# Пятый президентский срок Владимира Путина
Пятый президентский срок Владимира Путина начался 7 мая 2024 года и закончится 7 мая 2030 года.

## Результаты выборов
На президентских выборах 2024 года, которые прошли с 15 по 17 марта, Путин, согласно предварительным результатам ЦИК, был избран президентом Российской Федерации на пятый срок, получив рекордные 87,28 % голосов. 21 марта ЦИК подвёл окончательные итоги выборов. 7 мая 2024 года Владимир Путин в пятый раз вступил в должность президента России.

## Внутренняя политика

### Правительство
10 мая 2024 года Путин внёс в Государственную думу представление по кандидатуре Михаила Мишустина на пост председателя правительства. В этот же день Госдума одобрила назначение Мишустина на пост председателя Правительства, при этом 375 депутата высказались «за», 57 воздержались, «против» не проголосовал никто.
11 мая 2024 года Путин утвердил структуру нового правительства в составе председателя, десяти заместителей (включая первого заместителя) и 21-го министерства. 15 мая Путин утвердил новый состав правительства Российской Федерации после согласования предложенных кандидатур в Госдуме и консультаций с Советом Федерации.
7 июля 2025 года Путин освободил от должности министра транспорта Романа Старовойта, который в этот же день покончил жизнь самоубийством. 8 июля новым министром транспорта с одобрения Госдумы был назначен Андрей Никитин.

### Администрация президента
14 мая 2024 года Путин назначил новый состав Администрации президента. Свои посты сохранили руководитель Антон Вайно и два его первых заместителя — Сергей Кириенко и Алексей Громов, а также пресс-секретарь президента Дмитрий Песков. До статуса заместителя руководителя администрации президента был повышен Максим Орешкин, а Алексей Дюмин и Николай Патрушев получили должности помощников президента. 

### Национальные проекты
7 мая 2024 года Путин подписал указ «О национальных целях развития Российской Федерации на период до 2030 года и на перспективу до 2036 года», в соответствии с которым к 1 сентября 2024 правительство должно скорректировать существующие национальные проекты, а также разработать 11 новых. К числу новых нацпроектов относятся «Продолжительная и активная жизнь», «Семья», «Молодёжь и дети», «Кадры», «Инфраструктура для жизни», «Эффективная транспортная система», «Экологическое благополучие», «Эффективная и конкурентная экономика», «Туризм и гостеприимство», «Международная кооперация и экспорт», «Экономика данных и цифровая трансформация государства».

### Налоговая реформа
29 февраля 2024 года в послании Федеральному собранию Путин поручил продумать «более справедливое распределение налогового бремени», подразумевающее введение прогрессивной шкалы налогообложения и снижение налоговой нагрузки с семей с наименьшими доходами. 3 июня 2024 года соответствующий законопроект был разработан Правительством и внесён на рассмотрение в Госдуму. 
Законопроектом предусматривается установление пятиступенчатой прогрессивной шкалы НДФЛ по следующим ставкам:
- 13 % при доходах до 200 тыс. руб. в месяц (2,4 млн руб. в год);
- 15 % для части дохода в диапазоне 200–416,7 тыс. руб. в месяц (2,4–5 млн руб. в год);
- 18 % для части дохода в диапазоне 416,7 тыс. — 1,67 млн руб. в месяц (5–20 млн руб. в год);
- 20 % для части дохода в диапазоне 1,67–4,17 млн в месяц (20–50 млн руб. в год);
- 22 % при доходах свыше 4,17 млн руб. в месяц (50 млн руб. в год).

Ставка налога на прибыль юридических лиц согласно законопроекту будет повышена с действующих 20 до 25 %. Для нетрудовых доходов сохранятся действующие ставки в размере 13 % и 15 %, но порог между ними будет снижен с 5 млн до 2,4 млн руб.

### Чистки в Министерстве обороны
Весной и летом 2024 года прошла серия громких арестов по обвинению во взяточничестве, хищении и мошенничестве среди руководства и высокопоставленных сотрудников Министерства обороны Российской Федерации. В числе арестованных оказались заместитель министра Тимур Иванов, бывшие заместители министра генералы армии Дмитрий Булгаков и Павел Попов, начальник Главного управления связи Вооруженных Сил Российской Федерации, заместитель начальника Генерального штаба генерал-лейтенант Вадим Шамарин, начальник Главного управления кадров Министерства обороны генерал-лейтенант Юрий Кузнецов, заместитель начальника Главного управления инновационного развития Минобороны России генерал-майор Владимир Шестеров, заместитель командующего Ленинградским военным округом по материально-техническому обеспечению генерал-майор Валерий Муминджанов, бывший командующий 58-й армией генерал-майор Иван Попов. В дальнейшем Иван Попов, Шамарин и Шестеров были приговорены к различным срокам лишения свободы.

### Миграционное законодательство
С 2025 года вступили в силу новые меры, направленные на усиление контроля за миграционными процессами, повышение безопасности и обеспечение соблюдения законодательства Российской Федерации иностранными гражданами:
- максимальный срок пребывания иностранцев на территории России сокращается до 90 дней в течение календарного года (вместо прежних 90 дней в каждом полугодии).
- при въезде в Россию мигранты обязательно должны будут сдавать отпечатки пальцев и фотографироваться на всех пунктах пропуска.
- иностранцы, нарушившие миграционные правила, попадут в реестр контролируемых лиц с рядом ограничений, включая запрет на регистрацию недвижимости, открытие банковских счетов и смену места жительства.
- SIM-карты можно будет приобрести только после сдачи биометрических данных и регистрации в Единой биометрической системе.
- иностранные граждане получат цифровой профиль с личными и биометрическими данными для облегчения контроля их статуса[25].

## Внешняя политика

### Переговоры с США о достижении мира на Украине
12 февраля 2025 года состоялся телефонный разговор между президентом США Дональдом Трампом и президентом России Владимиром Путиным, в процессе которого была получена договорённость о начале переговоров о прекращении боевых действий на Украине. Разговор продолжался около полутора часов.
15 августа 2025 года состоялся саммит Россия — США на Аляске, в рамках которого прошла встреча Путина с Трампом. Эта встреча стала первым полноформатным двусторонним саммитом между лидерами Россия и США с момента их переговоров в Женеве в июне 2021 года, и первым после начала вторжения России на Украину. Центральное место в переговорах заняли вопросы возможности урегулирования украинского кризиса.

### Переговоры с Украиной о достижении мира
16 мая 2025 года в Стамбуле возобновились прямые переговоры представителей России и Украины по урегулированию конфликта. Российскую делегацию возглавил помощника президента России Владимир Мединский, а в её состав вошли заместитель министра иностранных дел Михаил Галузин, заместитель начальника Генерального штаба ВС РФ Игорь Костюков и заместитель министра обороны Александр Фомин.